# Galeorhinus galeus
Galeorhinus galeus, conhecido por mútilos nomes comuns, entre os quais cação-bico-de-cristal, é um tubarão da família Triakidae, encontrado em águas temperadas, na Argentina e no Rio Grande do Sul. O animal pode atingir dois metros de comprimento, possuindo corpo alongado, cinza-azulado, focinho pontudo com dentes grosseiramente serrilhados e nadadeiras dorsais e caudal com pontas negras. Também é conhecido pelos nomes de tubarão-vitamínico, cascarra, perna-de-moça, cação e dentudo.